# Lineatopsallus biguttulatus
Lineatopsallus biguttulatus är en insektsart som först beskrevs av Philip Reese Uhler 1894.  Lineatopsallus biguttulatus ingår i släktet Lineatopsallus och familjen ängsskinnbaggar. Inga underarter finns listade i Catalogue of Life.